# Apenniverpa venezuelensis
Apenniverpa venezuelensis är en tvåvingeart som beskrevs av Webb 2005. Apenniverpa venezuelensis ingår i släktet Apenniverpa och familjen stilettflugor.
Artens utbredningsområde är Venezuela. Inga underarter finns listade i Catalogue of Life.